# 亚洲蓍
亚洲蓍（学名：Achillea asiatica）为菊科蓍属的植物。分布于蒙古、俄罗斯、远东以及中国大陆的新疆、黑龙江、辽宁、河北、内蒙古等地，生长于海拔590米至2,600米的地区，一般生于山坡草地、河边、草场以及林缘，目前尚未由人工引种栽培。